# قتل دعا خلیل اسود
دعا خلیل اسود (متولد ۱۹۸۹/۱۹۹۰ – کشته شده ۷ آوریل ۲۰۰۷)، دختر ۱۷ ساله‌ای از فرقه یزیدی و از قبیله‌ای کرد در شمال عراق بود که در یک قتل ناموسی کشته شد. تا پیش از انتشار ویدیوی این قتل ناموسی که توسط دوربین فیلمبرداری خانگی ضبط شده‌است، اطلاعاتی در این مورد در دسترس نبود.

## ماجرای قتل
دعا دختر نوجوان کرد که از خانواده‌ای از یزیدی‌های کردستان عراق بود، به‌علت اینکه مایل نبود با پسرعموی خود ازدواج کند، به‌اتفاق پسر مورد علاقه‌اش که مسلمان بوده، از روستای خود فرار می‌کنند. این دختر و پسر از ترس کشته شدن بدست افراد خانواده دعا به منزل معاون فرماندار بنام گوران پناه می‌برند. مدتی پس از پناهنده شدن آنها به خانه معاون فرماندار توسط همسایه‌ها محل اختفای آنان به خانواده دعا دختر نوجوان کرد اطلاع داده می‌شود. در پی اطلاع یابی از محل اختفا، خانواده دعا در مقابل خانه معاون فرماندار اجتماع می‌کنند و از او می‌خواهند که دختر نوجوان را به آنان تحویل دهند. معاون فرماندار که به سنن ارتجاعی این قبیله آشنا بوده، به آنان می‌گوید که تنها در صورتیکه خانواده دعا متعهد شوند که وی را بقتل نمی‌رسانند، او را تحویل خانواده‌اش خواهد داد. خانواده دعا التزام می‌دهند و دعا به آنها تحویل داده می‌شود اما ساعاتی بعد خانواده، اقوام و همسایگان او در میدان ده در منطقه بشیقه او را سنگسار و لگدکوب کرده و بقتل می‌رسانند.
پس از آن، فیلمی از صحنه‌های سنگسار دعا در اینترنت پخش شد که افکار عمومی را به‌شدت متأثر کرد و مقامات قضایی عراق، عاملان این سنگسار را تحت تعقیب قرار دادند و سرانجام با تأیید دادگاه عالی جنایات موصل، حکم اعدام چهار تن از قاتلان دعا اجرا شد.
دو تن از اعدامی‌ها برادران دعا بودند که عشق او به جوان مسلمان را مایه ننگ خانواده خود می‌دانستند.

## پانوشت‌ها
۱. دادگاه عالی کیفری عراق
۲. سازمان